# Judo na Igrzyskach Panamerykańskich 2015
Judo na Igrzyskach Panamerykańskich 2015 odbywało się w dniach 11–14 lipca 2015 roku w Mississauga Sports Centre w Toronto. Stu trzydziestu pięcioro zawodników obojga płci rywalizowało łącznie w czternastu konkurencjach indywidualnych.

## Podsumowanie

### Klasyfikacja medalowa
| Klasyfikacja medalowa | Klasyfikacja medalowa | Klasyfikacja medalowa | Klasyfikacja medalowa | Klasyfikacja medalowa | Klasyfikacja medalowa |
| Miejsce               | państwo               | Złoto                 | Srebro                | Brąz                  | Razem                 |
| --------------------- | --------------------- | --------------------- | --------------------- | --------------------- | --------------------- |
| 1                     | Brazylia              | 5                     | 2                     | 6                     | 13                    |
| 2                     | Kuba                  | 3                     | 3                     | 8                     | 14                    |
| 3                     | Stany Zjednoczone     | 3                     | 0                     | 3                     | 6                     |
| 4                     | Ekwador               | 2                     | 1                     | 0                     | 3                     |
| 5                     | Kanada                | 1                     | 5                     | 2                     | 8                     |
| 6                     | Argentyna             | 0                     | 2                     | 2                     | 4                     |
| 7                     | Meksyk                | 0                     | 1                     | 3                     | 4                     |
| 8                     | Kolumbia              | 0                     | 0                     | 3                     | 3                     |
| 9                     | Portoryko             | 0                     | 0                     | 1                     | 1                     |
| Razem                 | Razem                 | 14                    | 14                    | 28                    | 56                    |

### Medaliści
| Konkurencja    | 1. miejsce       | 2. miejsce                  | 3. miejsce                              |           |
| Mężczyźni      | Mężczyźni        | Mężczyźni                   | Mężczyźni                               | Mężczyźni |
| -------------- | ---------------- | --------------------------- | --------------------------------------- | --------- |
| do 60 kg       | Lenin Preciado   | Felipe Kitadai              | John Futtinico Yandry Torres            |           |
| do 66 kg       | Charles Chibana  | Antoine Bouchard            | Carlos Tondique Fernando González       |           |
| do 73 kg       | Magdiel Estrada  | Alejandro Clara             | Augusto Miranda Arthur Margelidon       |           |
| do 81 kg       | Travis Stevens   | Iván Silva                  | Pedro Castro Victor Penalber            |           |
| do 90 kg       | Tiago Camilo     | Asley González              | Jacob Larsen Isao Cárdenas              |           |
| do 100 kg      | Luciano Corrêa   | Marc Deschenes              | Héctor Campos José Armenteros           |           |
| powyżej 100 kg | David Moura      | Freddy Figueroa             | Alex Garcia José Cuevas                 |           |
| Kobiety        |                  |                             |                                         |           |
| do 48 kg       | Dayaris Mestre   | Paula Pareto                | Edna Carrillo Nathalia Brigida          |           |
| do 52 kg       | Erika Miranda    | Ecaterina Guica             | Angelica Delgado Gretter Romero         |           |
| do 57 kg       | Marti Malloy     | Catherine Beauchemin-Pinard | Rafaela Silva Aliuska Ojeda             |           |
| do 63 kg       | Estefanía García | Stéfanie Tremblay           | Mariana Silva Maylín del Toro           |           |
| do 70 kg       | Kelita Zupancic  | Onix Cortés                 | Maria Portela Yuri Alvear               |           |
| do 78 kg       | Kayla Harrison   | Mayra Aguiar                | Catherine Roberge Yalennis Castillo     |           |
| powyżej 78 kg  | Idalys Ortíz     | Vanessa Zambotti            | Maria Suellen Altheman Nina Cutro-Kelly |           |